# Ampasy Nahampoa
Ampasy Nahampoa is een plaats en commune in het zuiden van Madagaskar, behorend tot het district Tôlanaro, dat gelegen is in de regio Anosy. Tijdens een volkstelling in 2001 telde de plaats ongeveer 6000 inwoners.
De plaats biedt enkel lager onderwijs aan. 75% van de bevolking werkt er als landbouwer en 3% houdt zich bezig met veeteelt. Het meeste wordt rijst, bananen en cassave verbouwd. De industrie en dienstensector is goed voor respectievelijk 15 % en 5% van de werkgelegenheid. 2% van de bevolking is visser.